# Brugal
Brugal è una marca di rum dominicano, prodotto dall'azienda Brugal & Co. nelle distillerie di San Felipe de Puerto Plata e San Pedro de Macorís.

## Storia
La prima produzione di Brugal risale al 1888 ad opera di Andrés Brugal Montaner, che dopo aver acquisito esperienze nella produzione di rum a Cuba, decise di spostarsi a Puerto Plata, sulla costa settentrionale della Repubblica Dominicana. Nel 1920 vennero costruiti i primi magazzini dell'azienda per l'invecchiamento dei rum in botti di rovere.
Nel febbraio 2008 l'azienda ha ceduto il 60% delle quote societarie al gruppo Edrington, noto distillatore scozzese. Tali cifre sono state successivamente reinvestite per un miglioramento e un ampliamento degli impianti produttivi.

## Produzione
Il succo estratto dalla canna da zucchero viene estratto e lavorato così da ricavarne la melassa, che viene successivamente fatta fermentare con l'aggiunta di lieviti all'interno di grandi vasche, tramite scambiatori di calore. Una volta avvenuta la fermentazione, il prodotto ottenuto viene distillato, e l'alcool viene diluito con acqua demineralizzata. La fase successiva prevede l'affinamento all'interno di botti di rovere bianco, dove il prodotto finito viene lasciato invecchiare. 

## Caratteristiche
Il rum presenta un colore ambrato scuro, all'olfatto risaltano aromi di legno, frutta secca, vaniglia, caramello e cacao; il sapore è speziato con aromi di vaniglia, miele e cacao. 

## Varianti

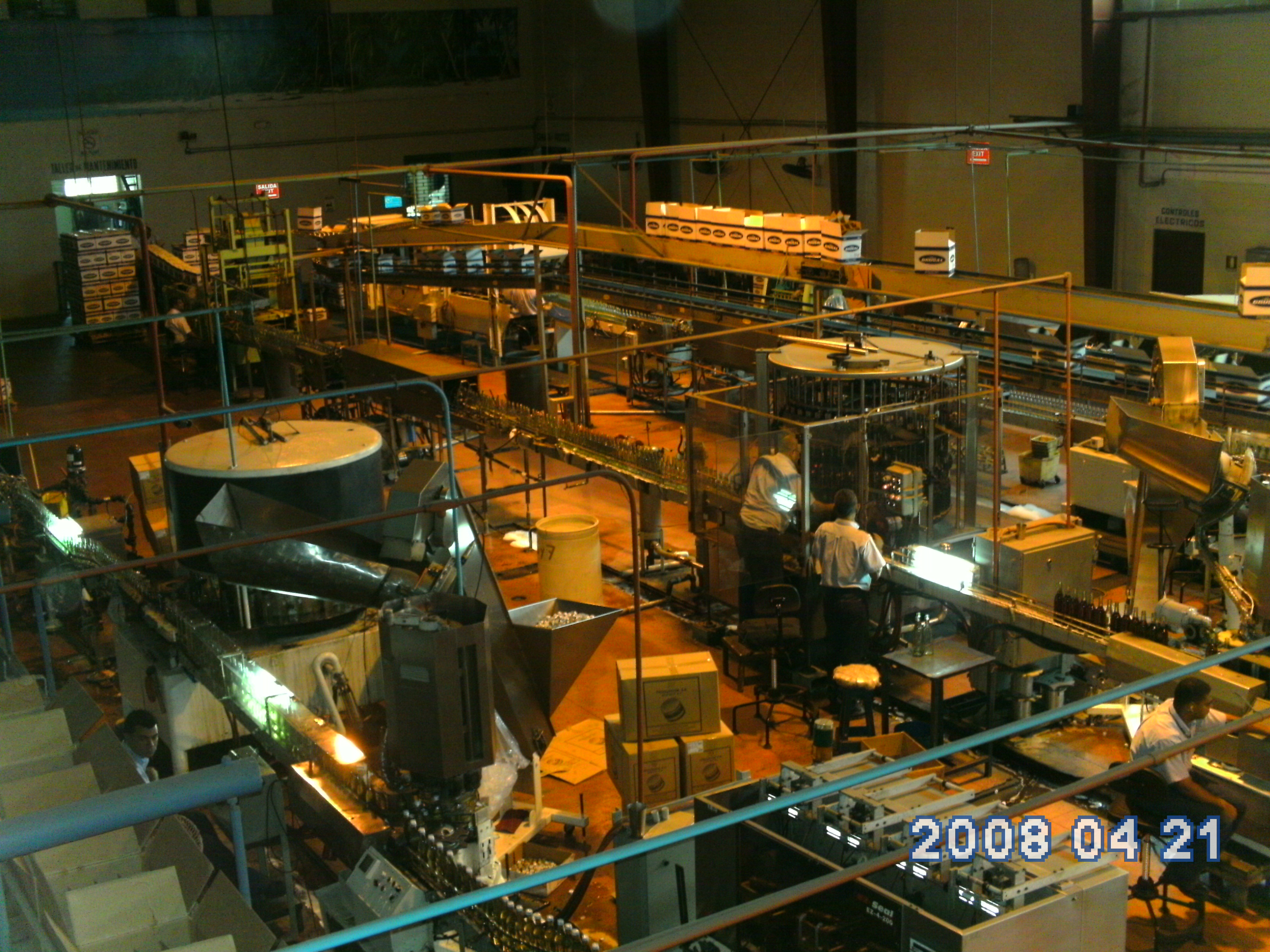
La distilleria

- Carta Dorada
- Añejo
- Ron Blanco
- Extra Viejo
- Brugal XV
- Brugal Suspiro
- Titanium
- Brugal 1888
- Siglo de Oro
- Leyenda
- Papa Andrés
- Ron Blanco 151